# Kamieniec (powiat jędrzejowski)
Kamieniec – kolonia w Polsce położona w województwie świętokrzyskim, w powiecie jędrzejowskim, w gminie Słupia.
W latach 1975–1998 miejscowość administracyjnie należała do województwa kieleckiego.
Miejscowość odległa od Szczekocin ok. 5 km. Od zachodu połać leśna zwana Czarny Las.